# George Richmond (peintre)
Pour les articles homonymes, voir George Richmond.

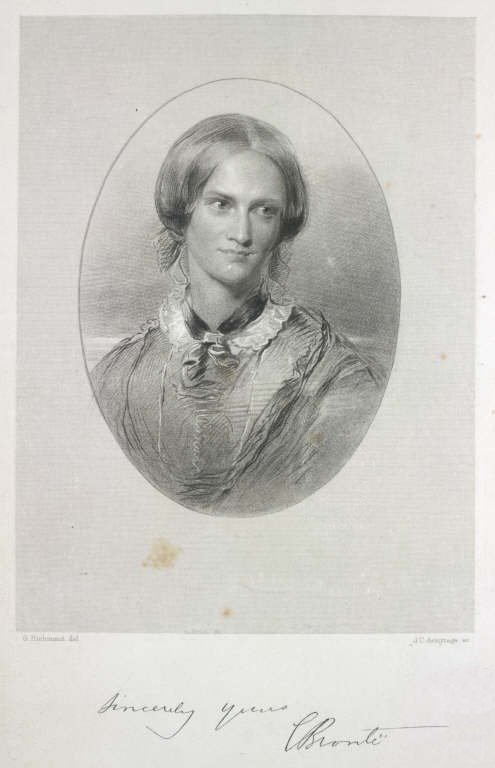
Portrait de Charlotte Brontë par George Richmond. Londres, National Portrait Gallery, 1850.

George Richmond, né le 28 mars 1809 et mort le 19 mars 1896, est un peintre et portraitiste britannique. Dans sa jeunesse, il fait partie de The Ancients, un groupe d'admirateurs de William Blake.
Il est le fils de Thomas Richmond, et le père du peintre William Blake Richmond.